# Râul Valea Trestiei
Râul Valea Trestiei este un curs de apă afluent al râului Mireș. 